# Мани (Колумбия)
Мани (исп. Maní) — город и муниципалитет в северо-восточной части Колумбии, на территории департамента Касанаре.

## История
Поселение, из которого позднее вырос город, было основано 1 мая 1879 года. Муниципалитет Мани был выделен в отдельную административную единицу 31 октября 1936 года.

## Географическое положение

Муниципалитет Мани

Город расположен в южной части департамента, в пределах Оринокского природно-территориального комплекса, на левом берегу реки Кусьяна (левый приток Меты), на расстоянии приблизительно 56 километров к юго-юго-востоку от города Йопаль, административного центра департамента. Абсолютная высота — 178 метров над уровнем моря.
Муниципалитет Мани граничит на западе с территорией муниципалитета Таурамена, на северо-западе — с муниципалитетом Агуасуль, на северо-востоке — с муниципалитетом Йопаль, на востоке — с муниципалитетом Орокуэ, на юге — с территорией департамента Мета. Площадь муниципалитета составляет 3860 км².

## Население
По данным Национального административного департамента статистики Колумбии, совокупная численность населения города и муниципалитета в 2024 году составляла 18 304 человека.
Динамика численности населения муниципалитета по годам:
| 2005   | 2010   | 2015   | 2020   | 2021   | 2022   | 2023   | 2024   |
| ------ | ------ | ------ | ------ | ------ | ------ | ------ | ------ |
| 11 177 | 11 158 | 11 135 | 17 487 | 17 481 | 17 769 | 18 038 | 18 304 |

Согласно данным переписи 2005 года мужчины составляли 52,8 % от населения Мани женщины — соответственно 47,2 %. В расовом отношении белые и метисы составляли 99,6 % от населения города; индейцы — 0,3 %; негры и мулаты — 0,1 %.

## Экономика
Большинство трудоспособного населения занято в сельском хозяйстве, рыболовстве и нефтедобыче.
50,6 % от общего числа городских и муниципальных предприятий составляют предприятия торговой сферы, 34,4 % — предприятия сферы обслуживания, 5,8 % — промышленные предприятия, 9,2 % — предприятия иных отраслей экономики.